# Vladímir Óbruchev
Vladímir Afanásievich Óbruchev (en ruso: Влади́мир Афана́сьевич О́бручев)  (Klepenino, cerca de Rzhev, Óblast de Tver, Imperio ruso, 10 de octubre [28 de septiembre jul.] de 1863 – Moscú, URSS, 19 de junio de 1956) fue un geólogo soviético, especializado en el estudio de Siberia y del Asia Central. También fue uno de los primeros autores rusos de ciencia ficción.

## Investigaciones científicas
Óbruchev se graduó en el Instituto Minero de San Petersburgo en 1886. Su primer trabajo estuvo centrado en el estudio de la minería del oro, formulando una teoría para explicar el origen de los depósitos de oro en Siberia. Fue asesor para la construcción del Ferrocarril Trans-Caspio y del Transiberiano, y colaboró con Sven Hedin en el proyecto de su expedición a Siberia. Mientras trabajaba para el ferrocarril, Óbruchev exploró el desierto de Karakum, las orillas del río Amu Daria, y el antiguo cauce del Uzboy. También trabajó como geólogo en el lago Baikal, en el río Lena, y en los campos auríferos cercanos al río Vitim.
Entre 1892 y 1894, Óbruchev fue "miembro de la expedición de Grigori Potanin a Mongolia, y a las montañas Qilian y de China del Norte." También exploró Transbaikalia, Zungaria, y el macizo de Altái. En gran parte, a raíz de su participación en esta última expedición, se interesó en el fenómeno del loess, realizando contribuciones considerables al estudio de los depósitos de polvo.
En 1929 fue elegido miembro de la Academia de Ciencias de la URSS.
Tras pasar medio siglo explorando Siberia y el Asia Interior, escribió una monografía en tres volúmenes sobre sus hallazgos, La Geología de Siberia (1935–1938), seguido por La Historia de Exploración Geológica de Siberia. Muchos de sus trabajos tratan sobre los orígenes del loess en Asia Central y Siberia, la formación de hielo y del pergelisol en Siberia, los problemas de la tectónica siberiana, y los campos auríferos siberianos. También fue el autor de numerosos trabajos científicos populares, como Formación de Montañas y Depósitos de Menas (1932), Fundamentos de Geología (1944), Geología de Campo (1927), Depósitos de Menas (1928–1929), y otros. En conjunto
"...escribió más de mil trabajos científicos, entre los que la mayoría son estudios geológicos extensivos de Siberia y una historia en cinco volúmenes de la exploración geológica de Siberia, galardonados con el Premio Lenin, así como con premios y medallas de varias sociedades científicas."
Durante 1954,  completó un amplio estudio geográfico de las montañas de Nan Shan en China, basado en sus propias expediciones y en otras anteriores a la región. Pasó sus últimos años trabajando sobre un estudio geológico de estas montañas.

## Ficción popular
En su país nativo Óbruchev es más conocido por ser el autor de dos novelas de ciencia ficción muy populares, Plutonia (Плутония, 1915) y Tierra de Sánnikov (Земля Санникова, 1924). Ambas historias, imitando el patrón de Arthur Conan Doyle en El mundo perdido, describen con vívidos detalles el descubrimiento de un mundo aislado e inexplorado hasta la fecha, poblado por animales prehistóricos, en unas grandes islas al norte de Alaska o Siberia. En Plutonia, la ficción se desarrolla en un área subterránea al norte de Alaska, donde sobreviven dinosaurios y otras especies jurásicas. Los pasajes descriptivos son muy realistas gracias a los amplios conocimientos de Óbruchev sobre paleontología. "Tierra de Sánnikov" recibe su título de una isla fantasma del Océano Ártico, reportada históricamente por Yákov Sánnikov en 1811. Paul J. McAuley alabó la novela en una columna periodística de 1999, señalando que "es cierto que los personajes son altavoces indistinguibles de las opiniones del autor, y que la trama es pura novela de bolsillo, pero todo esto queda redimido por la rigurosa sensibilidad científica de la novela."
Durante el periodo soviético, Óbruchev intentó emular los modelos de relatos eduardianos con historias de aventura protagonizadas por muchachos en sus novelas Golddiggers en el Desierto (1928) y En las Tierras Vírgenes de Asia Central (1951).

## Cargos oficiales
- Profesor del Instituto Tomsk de Ingeniería (1919–1921),
- Profesor de la Universidad Taurida en Simferópol (1918–1919),
- Profesor de la Academia Minera de Moscú (1921–1929);
- Miembro de la Academia Soviética de Ciencias (1929);
- Presidente del Comité sobre Estudios del Pergelisol (desde 1930);
- Director del Instituto de Estudios del Pergelisol de la Academia Soviética de Ciencias (desde 1939);
- Secretario del Departamento de Ciencias Geológicas y Geográficas de la Academia Soviética de Ciencias (1942–1946);
- Presidente Honorario de la Sociedad Geográfica Soviética (desde 1948).

## Premios y honores
- Premio Przhevalsky
- Dos Premios Chikhachov de la Academia de Ciencias de Francia (1898 y 1925)
- Medalla Constantine de la Sociedad Geográfica Rusa (1900)
- Primera Medalla de Oro Karpinsky (1947)
- Premio Lenin (1926)
- Premio Stalin (1941, 1950)
- Cinco Órdenes de Lenin
- Orden de la Bandera Roja del Trabajo, y numerosas medallas.
- Héroe del Trabajo Socialista (1945).

## Eponimia
- Obruchevita, un mineral.

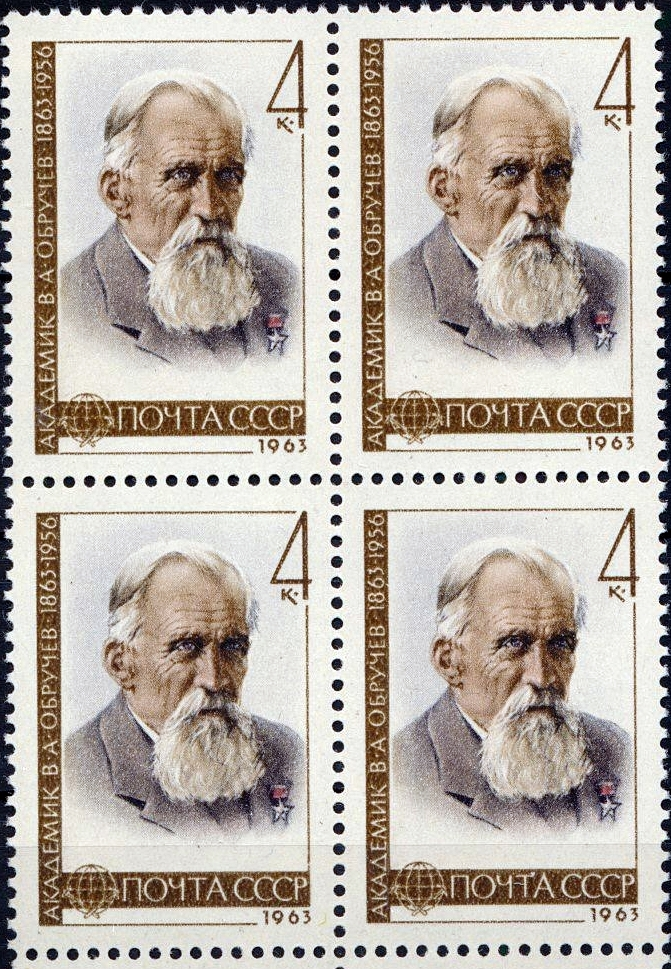
Obruchev en un sello de correos de la URSS

- Cordillera Akademik Obruchev en Tuvá.
- Una montaña en la cuenca superior del río Vitim.
- Un oasis en la Antártida.
- Colinas Obruchev, un grupo de elevaciones redondeadas en la Antártida.
- El cráter lunar Obruchev.
- El asteroide (3128) Obruchev.
- El Premio Obruchev, establecido por la Academia Soviética de Ciencias en 1938 para premiar los mejores trabajos en el campo de la geología siberiana.
- Vladimir Obruchev –  barco de investigación gasista y petrolera, construido en los astilleros Jabárovsk de Kirov para operar en el Mar Caspio.[4]

## Familia
Dos de sus hijos también fueron científicos notables:
- Serguéi Óbruchev, geólogo descubridor de los montes Chersky en Siberia.
- Dmitri Óbruchev, paleontólogo autoridad de referencia en vertebrados antiguos.